# Diégo-Charles-Joseph Brosset
Diégo-Charles-Joseph Brosset, brazilsko-francoski general, * 3. oktober 1898, † 20. november 1944.